# Goode-Gletscher
Der Goode-Gletscher ist ein Gletscher im North Cascades National Park im US-Bundesstaat Washington an den Osthängen des Goode Mountain. Der Goode-Gletscher ist ein Hängegletscher und in mehrere Sektionen zerbrochen, die von 7.200 ft (2.195 m) bis auf 5.800 ft (1.768 m) herabfließen. Der Goode-Gletscher liegt mehr als 2.800 ft (853 m) unterhalb des Gipfels des Goode Mountain, des höchsten Berges im North Cascades National Park.:340–343